# Tiroteio na escola primária de Sandy Hook
O tiroteio na escola primária de Sandy Hook ocorreu em 14 de dezembro de 2012, na escola primária de Sandy Hook em Newtown, Connecticut, nos Estados Unidos.
O atirador estava armado com um rifle Bushmaster XM15-E2S e 2 pistolas. Uma quarta arma foi encontrada em seu carro. O atirador estava vestido de preto, com tampões para os ouvidos e um colete utilitário verde-oliva.
Vinte e seis (26) estudantes e professores morreram no incidente. O atirador também morreu, por suicídio.

## Antecedentes
A partir de 30 de novembro de 2012, a escola teve um total de 456 alunos entre a educação infantil e a quarta série. De acordo com uma carta enviada aos pais no início do ano, a escola havia recentemente atualizado o seu protocolo de segurança, exigindo a identificação de visitantes por análise visual e por um monitor de vídeo. As portas da escola foram fechadas às 9h30 da manhã todos os dias.
Newtown foi descrita por residentes como sendo conhecida por seu "charme rural" e por seu ambiente voltado para a família, e crimes violentos eram raros na cidade de 28 mil habitantes. Na época, apenas um homicídio tinha ocorrido na cidade nos dez anos anteriores.

## Tiroteio

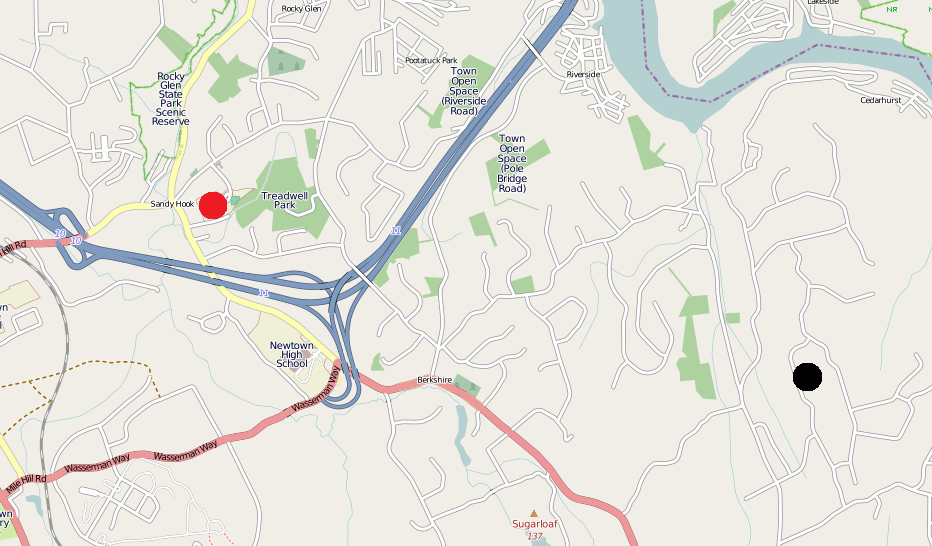
Em preto: localização da casa do atirador
Em vermelho: localização do tiroteio

Acredita-se que pouco antes das 9h30 de 14 de dezembro de 2012, Adam Lanza tenha matado a tiros sua mãe, Nancy Lanza, de 52 anos, em sua casa em Newtown. Posteriormente, investigadores encontraram o corpo dela na cama, de pijama, com vestígios de ter recebido quatro tiros na cabeça. Aparentemente Adam dirigiu o carro de sua mãe até a Sandy Hook Elementary School, onde forçou a entrada para dentro do prédio, atirando na porta de vidro da escola. Adam estava usando uma roupa preta de estilo militar, incluindo um colete à prova de balas.
Lanza começou a atirar por volta das 9h35, cerca de meia hora após o início das aulas. Alguns dos presentes relataram que tiros foram ouvidos pelo interfone, que estava sendo usado para anúncios. A diretora da escola, Dawn Hochsprung, e a psicóloga Mary Sherlach estavam em uma reunião com vários outros professores quando tiros foram ouvidos do lado de fora da sala. Hochsprung e Sherlach foram imediatamente para o lugar do barulho. Diane Day, uma terapeuta da escola, que estava presente na reunião, relatou gritos seguidos por mais tiros. Natalie Hammond, a vice-diretora e professora que também estava presente na reunião do corpo docente, pressionou seu corpo contra a porta para mantê-la fechada. Hammond foi atingida na perna e no braço e depois foi levada ao Hospital Danbury. Hochsprung e Sherlach foram mortas a tiros perto do corredor.
A professora Victoria Soto escondeu várias crianças nos armários. Lanza entrou na sala de Soto e matou a professora. Os alunos ficaram a salvo. Lauren Rousseau, uma professora substituta desde outubro, foi relatada ter recebido tiros no rosto e acabou morrendo. O corpo de Anne Marie Murphy foi encontrado em sua sala de aula entre os corpos de seus alunos em uma posição de proteção.
Em outra parte do prédio, o zelador correu pelos corredores alertando as pessoas nas salas de aula. A professora de primeira série Kaitlyn Roig, de 29 anos, escondeu quatorze estudantes em um banheiro e colocou barreiras na porta, dizendo para ficarem tranquilos a fim de mantê-los seguros. Maryann Jacob, secretária da escola, instruiu dezoito crianças que estavam na biblioteca para rastejarem para dentro de uma sala, colocando um armário na porta. Laura Feinstein colocou dois alunos que estavam fora de suas salas de aula e, juntos, se esconderam embaixo de mesas após ouvirem os tiros. Feinstein fez duas chamadas, uma para a secretaria da escola e a outra, sem sucesso, para o 9-1-1 (número de emergência). Depois de aproximadamente 40 minutos eles foram levados para fora da sala.
Lanza parou de atirar entre as 09h46-09h53, após ter disparado aproximadamente entre 50-100 tiros. Todas as vítimas foram baleadas várias vezes e pelo menos uma vítima foi baleada por onze vezes. A maior parte do tiroteio aconteceu em duas salas de aula da primeira série, com quinze mortos em uma sala e cinco na outra. As crianças mortas tinham entre seis e sete anos de idade, e foram oito meninos e doze meninas. Todos os seis adultos eram mulheres que trabalhavam na escola. Um total de vinte e oito pessoas foram baleadas mortalmente pela manhã, incluindo Lanza, que deu um tiro na cabeça enquanto socorristas chegavam à escola.

## Resposta das autoridades

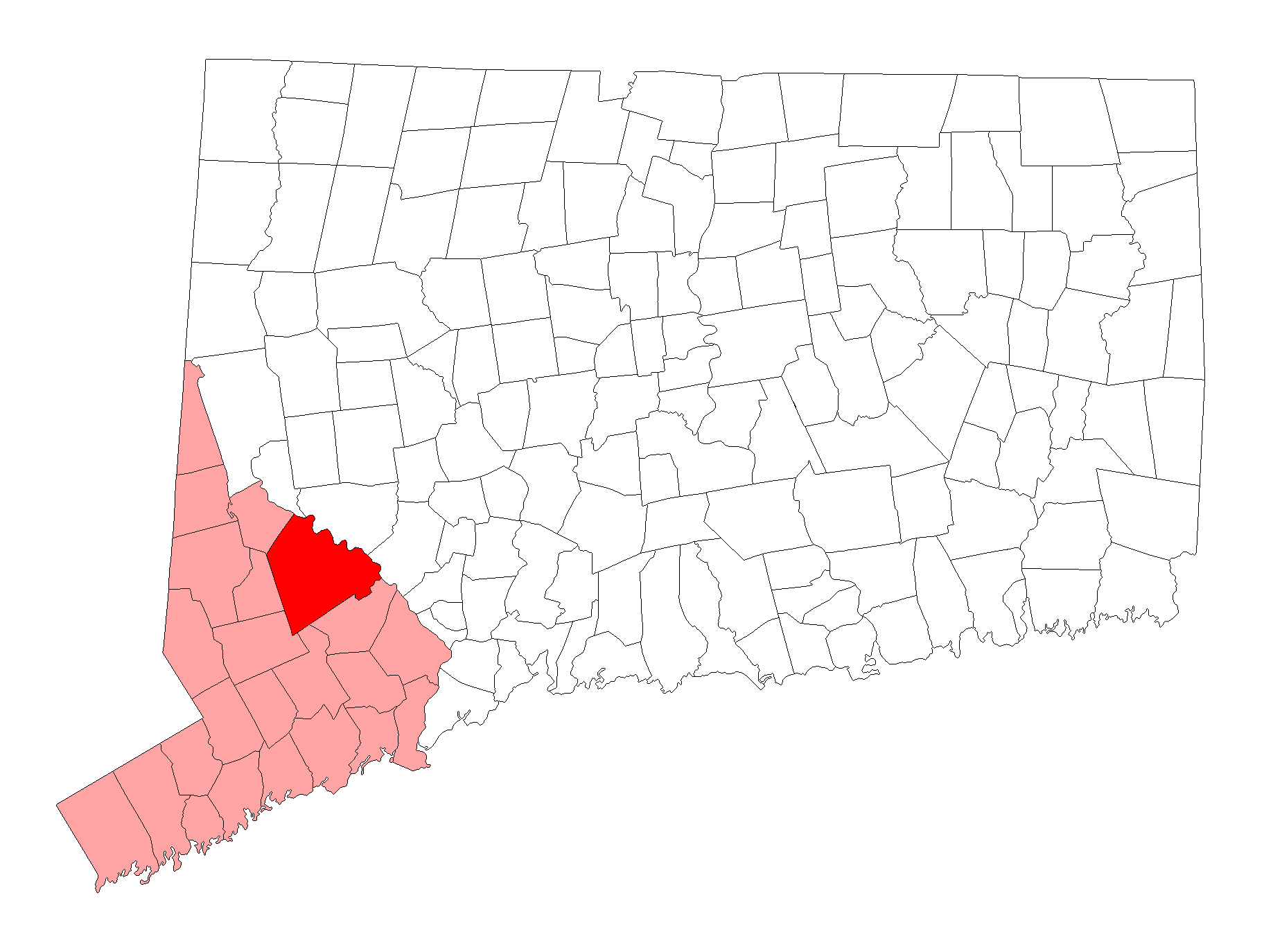
Localização de Newtown dentro do Condado de Fairfield e Connecticut

A primeira chamada para a polícia de Newtown foi feita às 9:35 a.m. A polícia estadual recebeu a primeira chamada às 09:41 a.m. e, juntamente à polícia em Newtown, mobilizou rapidamente unidades locais táticas, cães farejadores, o esquadrão anti-bombas, e um helicóptero da polícia do estado. A polícia começou a evacuar a escola bloqueando sala por sala, acompanhando grupos de estudantes e adultos para fora da escola. A escola foi vasculhada por atiradores por pelo menos quatro vezes pela polícia. Os policiais não usaram as armas. Por volta das 10:00 o Hospital Danbury mobilizou as equipes para a escola, embora apenas três pacientes feridos foram levados para o hospital, onde dois deles acabaram morrendo.

## Culpado

Adam Lanza

As autoridades policiais disseram que o atirador seria Adam Lanza, de 20 anos de idade, nascido em 22 de abril de 1992. Outras fontes da polícia inicialmente informaram o nome errado, dizendo que o irmão mais velho de Adam, Ryan Lanza, de 24 anos, seria o atirador, devido ao facto de Adam ter levado consigo a identificação do seu irmão. Algumas notícias, incorretamente, mostraram fotos de uma página no Facebook de um homem com o mesmo nome de Ryan. Ryan Lanza foi levado sob custódia pela polícia para interrogatório, de acordo com fontes policiais não identificadas.
O pai do suspeito era o vice-presidente de impostos da GE Energy Financial Services e professor adjunto da Northeastern University, em Boston, que vivia em Stamford, Connecticut, e se recusou a comentar sobre o tiroteio, ainda que tempos depois tenha pedido desculpas, e dito que queria que seu filho jamais tivesse nascido. Ryan Lanza disse no interrogatório que acreditava que seu irmão sofria de um transtorno de personalidade e tinha um "espectro autista".
Após uma investigação no computador de Adam, foi descoberto uma planilha de Excel sobre diversos assassinatos em massa, todos extremamente detalhados. Nessa planilha, era possível observar informações sobre os atirados, armas utilizadas, datas e locais, entre outras categorias. Na internet, Adam comentava sobre seus interesses utilizando nomes como "Smiggles", "gayfortimk" e "queerforkimveer", "Kaynbred" (na Wikipedia), seu principal interesse era sobre assassinos de massa, mostrado uma obsessão de tiroteios e massacres, incluindo o massacre de Columbine, de Westroads Malls e de Virginia Tech.
Adam se suicidou após os crimes.

## Vítimas
Os corpos das vítimas foram retirados da escola e identificados durante a noite posterior ao tiroteio. O médico legista disse que todas as mortes foram homicídios causados por múltiplos tiros. Os números oficiais referem 26 vítimas mortais, incluindo 20 crianças. Uma pessoa ficou ferida.

### Lista de vítimas
Adultos
- Rachel Davino, 29 anos, professora
- Anne Marie Murphy, 52 anos, professora
- Victoria Soto, 27 anos, professora
- Mary Sherlach, 56 anos, psicóloga
- Lauren Rousseau, 30 anos, professora
- Dawn Hocksprung, 47 anos, diretora
- Nancy Lanza, 52 anos, mãe de Adam Lanza (atirador)
- Adam Lanza, 20 anos, autor do tiroteio

Crianças
- Olivia Engel, 6 anos
- Emilie Parker, 6 anos
- Grace McDonnell, 7 anos
- Noah Pozner, 6 anos
- Ana M. Marquez-Greene, 6 anos
- Catherine V. Hubbard, 7 anos
- Chase Kowalski, 7 anos
- Jesse Lewis, 6 anos
- Charlotte Bacon, 6 anos
- Dylan Hockley, 6 anos
- Caroline Previdi, 6 anos
- Benjamin Wheeler, 6 anos
- Daniel Barden, 7 anos
- Jack Pinto, 6 anos
- Jessica Rekos, 7 anos
- Josephine Gay, 7 anos
- Madeleine F. Hsu, 6 anos
- James Mattioli, 6 anos
- Avielle Richman, 6 anos
- Allison N. Wyatt, 6 anos

## Reações

### Domésticas
Um porta-voz disse que o governador de Connecticut, Dan Malloy, "está horrorizado e prestando apoio às famílias das vítimas". O presidente Barack Obama foi informado do tiroteio às 10:30 da manhã pelo porta-voz da Casa Branca, Jay Carney, que emitiu um breve comunicado dizendo que presidente expressou "enorme simpatia pelas famílias que foram afetadas". O presidente Obama fez um discurso transmitido pela televisão em 3:16 pm EST do mesmo dia, dizendo: "Nós vamos ter que nos unir e tomar medidas significativas para evitar mais tragédias como esta, independentemente de partidos." Obama parou duas vezes durante o discurso para se recompor e enxugar as lágrimas. Ele também ordenou que as bandeiras fossem hasteadas a meio-mastro na Casa Branca e outras instalações do governo federal em todo o mundo, em respeito às vítimas. O presidente da Câmara dos Representantes, John Boehner, ordenou que as bandeiras fossem hasteadas a meio-mastro também no Capitólio. Em resposta a declaração do presidente Obama e do tiroteio, o prefeito de Nova Iorque, Michael Bloomberg, disse que "o presidente Obama justamente enviou suas condolências às famílias em Newtown. Mas o país precisa dele para enviar um projeto de lei ao Congresso para corrigir esse problema".
O governador de Nova Iorque, Andrew Cuomo, pediu uma "ação enérgica" contra armas, afirmando que "Devemos, como sociedade, nos unir e, de uma vez por todas, tomar medidas duras contra as armas, que tiram as vidas de muitos cidadãos inocentes".

### Internacional
- Julia Gillard, a premier da Austrália, publicou um comunicado de imprensa, afirmando que o povo australiano "está em choque pela América, neste ato insensato e incompreensível do mal. Como pais e avós, como irmãos e irmãs, como amigos do povo americano, nós choramos a perda de filhos, com apenas cinco a dez anos, cujo futuro estava diante deles. Nós lamentamos a perda de professores corajosos, que apenas queriam levar seus alunos para o futuro, mas foram brutalmente assassinados em um lugar de refúgio e de aprendizagem".[60]
- O primeiro-ministro canadense, Stephen Harper, escreveu em sua conta do Twitter: "A notícia é simplesmente horrível. Os pensamentos e orações dos canadenses estão com os alunos e as famílias em Connecticut afetadas por esta violência sem sentido".[61]
- O presidente francês François Hollande comentou que estava "horrorizado" quando ouviu sobre o acontecido.[carece de fontes?]
- o Primeiro-ministro norueguês Jens Stoltenberg escreveu no Facebook: "Meus pensamentos estão com as famílias que perderam seus entes queridos no atentado horrível em Connecticut".[62]
- David Cameron, o primeiro-ministro do Reino Unido, escreveu no Twitter: "Meus pensamentos estão com aqueles que foram devastados pelo tiroteio de Connecticut."[63]
- Catherine Ashton, chefe da diplomacia da União Europeia, manifestou sua "consternação" após o tiroteio. O presidente da Comissão Europeia, José Manuel Barroso, demonstrou sua "profunda emoção e horror com o trágico tiroteio em Connecticut".[64]

## Atualizações
- Em 2014, o pai de Lanza falou pela primeira vez sobre o assunto, durante uma entrevista à revista The New Yorker. Ele disse que preferia que o filho nunca tivesse nascido e que Adam também o teria matado se tivesse tido a oportunidade.[5]
- Em 2016, cerca de 4 anos depois do incidente, a escola original foi derrubada e outra foi construída em seu lugar.[65]
- Em 14 de dezembro de 2020, Kamala Harris, a então recém-eleita vice presidente dos EUA, usou seu Twitter para relembrar os oito anos do massacre.[66]
- Em outubro de 2022, o radialista Alex Jones, que difundia uma teoria da conspiração afirmando que o ataque era uma farsa, foi obrigado a indenizar algumas famílias das vítimas em quase 1 bilhão de dólares.[67]